# Rasjken Ozks

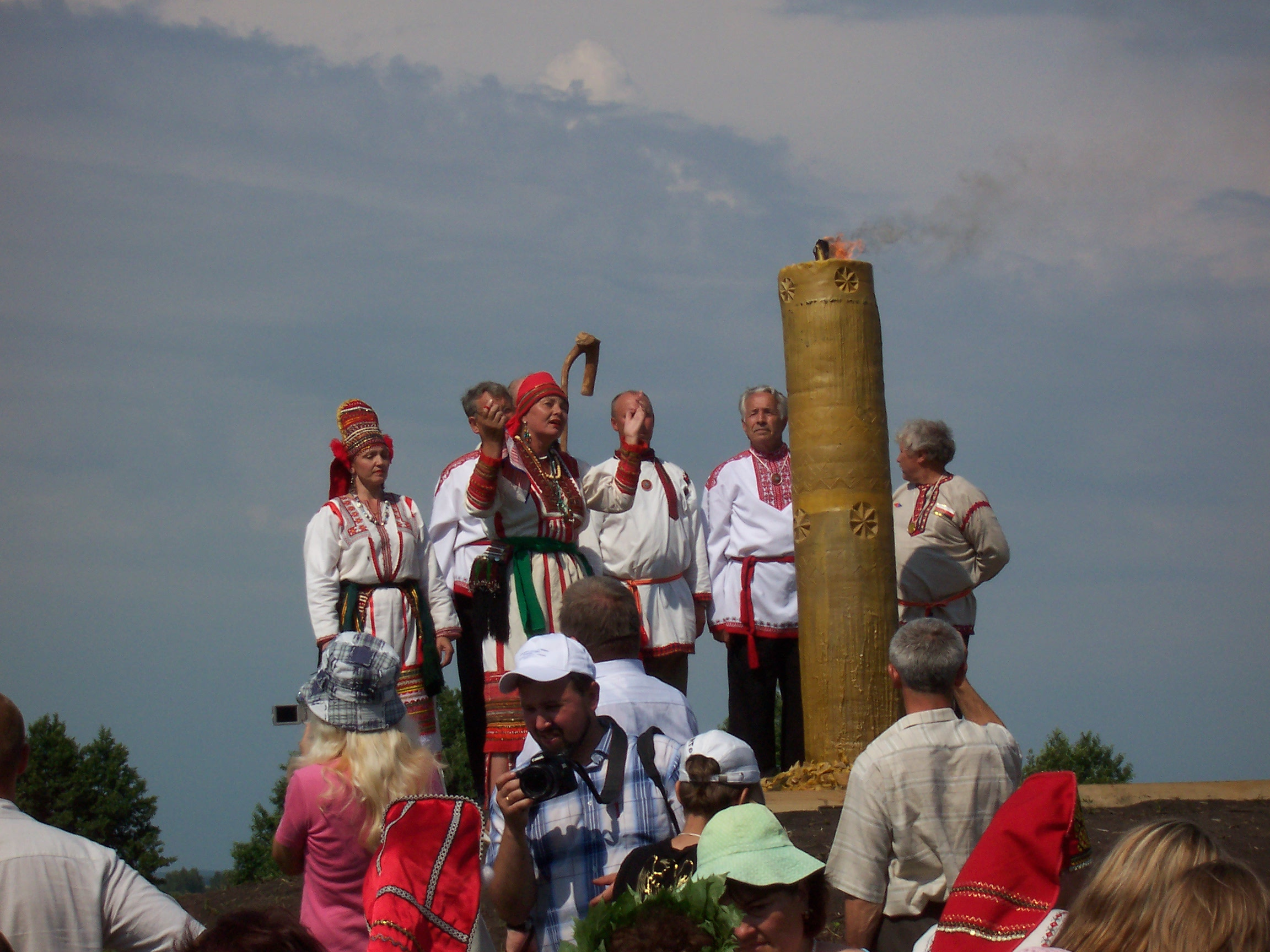
O imagine a evenimentului din 2007

Ras'ken' Ozks (în limba erzeană și rusă Раськень Озкс) sau Rasjken Ozks este o sărbătoare tradițională din Erzia care se ține la fiecare 3 ani. Este o zi națională de folclor de stat în Mordovia. Are loc din 1999 în satul Ciucali (în rusă: Чукалы; în limba bașchiră: Сокалы, Sokalı). Înainte de aceasta, a avut loc ultima dată pe 25 septembrie 1629, iar după aceea a fost interzis.

## Evenimentul din 1999
Primul Ras'ken' Ozks din ultimii 370 de ani a avut loc la 17 iulie 1999, în satul Sokalı, aflat în Mordovia, Rusia. Mulți vizitatori au venit în Sokalı din Finlanda, Tatarstan, Moscova, Samara, Penza, Ulianovsk, reprezentanți ai Ținutului Krasnoyarsk, Regiunea Murmansk, Novosibirsk, din diaspora Erzya a Estoniei, studenți din universitățile finno-ugrice s-au adunat în total, în total, aproximativ 2000 de oameni. Lumânarea din ceară Rasken shtatol a fost aprinsă de Eryush Vezhay din regiunea Murmansk.

## Evenimentul din 2022
Evenimentul din 2022 a fost diferit de celălalt, deoarece nu li s-a permis participanților să aducă sau să arboreze steaguri din Erzia, iar toate discursurile au fost rostite doar în limba rusă.

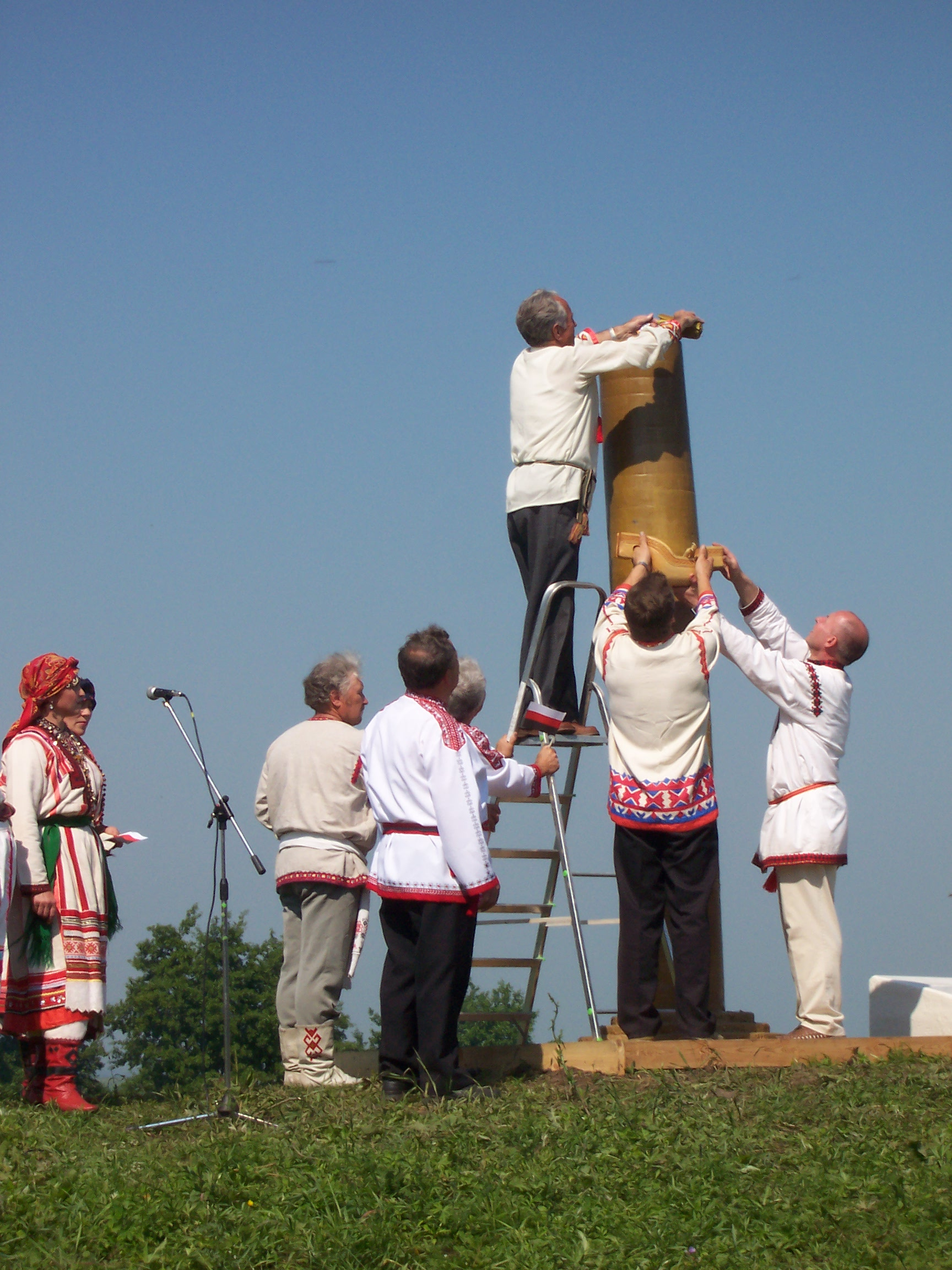
Rasjken Ozks, 2007

## Cronologia evenimentului
Începutul evenimentului este semnalat de sunetul alarmant al unei trompete, cea a legendarului Tyushti, un rege din Erzia. Porunca lui Tyushti este ca atunci când vremurile sunt grele trebuie să fie jucată toorama și, după ce regele va auzi această chemare, se va întoarce la poporul său pentru a-i apăra libertatea. După aceasta, un grup de oameni care poartă haine albe Erzia iese din râul Potmaley. Toorama redă sunete alarmante, în timp ce în centrul grupului, o femeie poartă un vas yandawa și o mică lumânare shtatol. Alături de ea mai sunt două femei, una purtând miere, iar cealaltă, o pâine mare, care simbolizează sănătatea și longevitatea. Acestea merg încet la lumânarea principală, Rasken shtatol, o lumânare mare despre care se crede că este legătura cu Dumnezeu și cu strămoșii și despre care se crede că este centrul sărbătorii. Este aprinsă de o femeie înconjurată de 4 bărbați și apoi urmează de o rugăciune din partea grupului:
Ознотано эрицянок кис,
Ознотано раськенек кис,
Энялдтано эйденек кис….
И как сотни лет назад, обращается к предкам: (Și ca acum sute de ani, el se adresează strămoșilor săi:)
…Весе тынь – седейсэнек,
Весе тынь – минек верьсэ,
Минь тынк эстэ лисинек,
Минь тыненк велявтано.
Садо, весе садо!...
Romanizare:
Oznotano Eritsyanok kitty,
Oznotano raskenek kis,
Enyaldtano eidenek kis….
Și ca acum sute de ani, el se adresează strămoșilor săi:
... Vese tyn - sedeysenek,
Vese tyn - minek verse,
Min tynk este lisinek,
Min tynenko velyavtano.
Sado, all sado!...